# Bariumplatinocyanide
Bariumplatinocyanide is een bariumzout dat door zijn fluorescentie een rol gespeeld heeft bij de ontdekking van röntgenstraling door Wilhelm Röntgen in 1895. Het komt voor als een donkere citroengele vaste stof, doorgaan als tetrahydraat (BaPt(CN)4 · 4 H2O).